# Nansana
Nansana is een stad in Oeganda. De stad ligt ten noorden van de hoofdstad Kampala. In 2020 had Nansana 532.800 inwoners.